# 下鎮 (加利福尼亞州)
下鎮（英語：Lower Town）是位於美國加利福尼亞州莫諾縣的一個非建制地區。該地的面積和人口皆未知。

## 地理
下鎮的座標為38°22′03″N 119°07′12″W / 38.36750°N 119.12000°W，而該地的平均海拔高度為2328米（即7638英尺）。